# Mbara
Mbara är ett utdött australiskt språk. Mbara tillhörde de pama-nyunganska språken.